# ニコッとタウン
ニコッとタウン（Nicotto Town）は、日本のインターネットコミュニティ。仮想空間、アバター、日記、ガーデニング、ニコみせ、ニコリーあつめを提供。2024年に16周年となった。

## 概要
キャッチコピーは「絵本のような仮想生活コミュニティ」。のんびり、スローライフ、手描きの絵本のような懐かしさ、安心さをコンセプトに開発運営されている。ユーザーは、花や作物を育てる、アバターを着せかえる、日記やチャットで他ユーザーと交流することなどを通して、仮想空間で生活することができる。アバターのアイテムには洋服だけではなく、和服が多く取り入れられており、季節と物語性を感じられるイベントが開催される。対象年齢は18歳以上を推奨。実際のユーザー層は、10代=26％、20代=21％、30代以上=53％。
ニコッとタウンのコンセプト
ニコッとタウンの遊び方～初心者向けガイド～

## 登録・サービス
メールアドレスで登録ができる。基本利用料は無料。有料アイテムの販売によって運営されている。
ニコッとタウンは、有料アイテムの販売および広告収益（バナー、スポンサー出店）を元に制作されている。無料アイテムは広告収益を元にデザイン制作されているが、広告の売上だけでは、サービスを続けることは難しい（つまり有料アイテムの販売があってニコッとタウンが成り立つ）ことについて述べ、有料アイテムの販売についてユーザーへ理解を求めている。
ニコッとタウン新規登録ページ

## 沿革
- 2008年8月22日 ‐ アルファ版サービスの提供開始。先着5,000名の先行モニターおよび抽選で5,000名の追加モニターを対象に2008年9月5日まで実施[6]。
- 2008年9月29日 - 正式版オープン[7]。
- 2009年12月13日 - ユーザーのファン投票によりWebMoney Award[8]2009にて「BEST アバターコミュニティ賞」と「BEST GAMES賞」をダブル受賞[9]。
- 2010年10月20日 - サンリオ人気キャラクター 「ハローキティ」の特別アイテムが登場[10]。
- 2010年12月28日 - WebMoney Award 2010にて「グランプリ（総合1位）」を受賞[11][12]。
- 2011年11月27日 - 累計登録ID数100万IDを突破[13]。
- 2012年1月19日 - WebMoney Award 2011にて「BEST GAMES賞」を受賞[14]。
- 2012年12月20日 - WebMoney Award 2012にて「BEST GAMES賞」を受賞[15]
- 2013年3月19日 - サンリオ人気キャラクター 『ハローキティ』などの家のアイテムをリリース[16]。
- 2013年4月24日 - アバターのコーディネートを投稿して 共有できる新機能『アバターコーデ広場』がリリース[17]。
- 2013年10月24日 - 料理を作ってお店ごっこが楽しめる 新コンテンツ「ニコみせ」のテスト版サービスを開始[18]。
- 2013年12月27日 - WebMoney Award 2013にて「BEST GAMES賞」を受賞[19]
- 2014年6月5日 - 累計登録ID数140万IDを突破[20]。
- 2014年10月27日 - 「キングダム ハーツ キー」との 連動キャンペーンを開始[21]。
- 2015年4月1日 - 40周年を迎える 「マイメロディ」とのコラボイベントを開催[22]。
- 2014年12月4日 - 人気キャラクターを使用した公式LINEスタンプを販売開始[23]。
- 2015年1月28日 - WebMoney Award 2014にて「BEST GAMES賞」を受賞[24]、6年連続の受賞となった。
- 2015年6月3日 - 男性音楽グループ「SOLIDEMO」とのコラボキャンペーンを開始[25]。
- 2015年9月16日 - 「７周年」を記念して 「ご当地キャラ」とのコラボキャンペーン開始[26]。
- 2015年9月29日 - 累計登録ID数140万IDを突破[27]。
- 2015年12月2日 - 「くまのがっこう」とのコラボキャンペーンを開始[28]。
- 2016年1月29日 - WebMoney Award 2015にて「BEST GAMES賞」を受賞[29]、7年連続の受賞となった。
- 2016年4月13日 - サンリオの人気キャラクター 『ポムポムプリン』の誕生20周年記念キャンペーンを開始[30]。
- 2016年7月6日 - 人気テレビアニメの 「がんばれ！ルルロロ」とのコラボキャンペーンを開始[31]。
- 2016年11月30日 - サンリオの人気キャラクター 「リトルツインスターズ」とのコラボキャンペーンを開始[32]。
- 2017年1月26日 - WebMoney Award 2016にて「BEST GAMES 部門賞（コミュニティ部門）」を受賞[33]、8年連続の受賞となった。
- 2017年1月25日 - 累計登録ID数160万IDを突破[34]。
- 2017年3月15日 - NHK Eテレで放送中の人気テレビアニメ 「にゃんぼー！」とのコラボキャンペーンを開始[35]。
- 2017年8月30日 - 「ゲゲゲの鬼太郎」とのコラボキャンペーンを開始[36]。
- 2017年9月27日 - ９周年を記念して 「東京江戸ウィーク[37]」とのコラボキャンペーンを開始[38]。
- 2017年12月26日 - WebMoney Award 2017にて「BEST GAMES賞」を受賞[39]、9年連続の受賞となった。
- 2021年1月20日 - WebMoney Award 2020にて「BEST GAMES賞」を受賞[40]
- 2021年6月1日- 「HTML5によるリニューアル」を完了[41]
- 2021年11月18日-サンリオキャラクターズの人気キャラクターとのコラボキャンペーンを開始[42]
- 2022年4月20日- 「スマホ版ホーム画面リニューアル」を完了[43]
- 2022年6月14日-ニコッとタウンのブランドアイコン（ロゴマーク）がYahoo!メール「ブランドアイコン」に対応[44]
- 2022年7月19日-「スマホ版の仮想タウンリリース」を完了[45]
- 2023年10月5日-「Nicotto Town ─ロートの放課後─」がオープン[46]
- 2024年7月11日-健康管理/ダイエットアプリ「FiNC」とアバターキャラクターによる相談コミュニティをオープン[47]
- 2024年9月19日-サンリオキャラクターズの人気キャラクターとのコラボキャンペーンを開始[48]
- 2024年11月25日-「ニコリーあつめ」テスト版実装。[49]

## コイン
無料コインと有料コインの2種類の仮想通貨があり、ニコッとタウン内でのサービスを利用することで消費される。

### 無料サービス／無料コイン
- 無料コインは、ログイン、日記の投稿、花の収穫・出荷などによって得ることができる。「Cコイン」と呼ばれる。
- 基本的なアイテムやお試しアイテム（きせかえアイテム、家具アイテム、ペット、ガーデンの種など）と交換できる。
- 無料のきせかえアイテムは有料アイテムに比べると販売数が少ない。これはあくまで無料のきせかえアイテム＝お試しという位置づけのため。
- 無料のきせかえアイテムや家具は、季節のイベントに参加することで入手することもできる。

### 有料サービス／有料コイン
- 有料コインは、クレジットカード・キャリア決済（ドコモ、au、ソフトバンク）・コンビニ決済・電子マネー・ネットバンキングで購入（チャージ）して増やすことができる。「Pコイン」と呼ばれる。購入は100円から可能。
- 新作および高機能なアイテム（おしゃれな又は無料よりも可愛いきせかえアイテム、ギミック可能な家具アイテム、様々な種族のペット、ガーデンの種など）と交換できる。
- 有料きせかえアイテムは無料きせかえアイテムと比べて遥かに充実しており、期間限定アイテムがメイン商品となっている。

## 機能
以下で、ニコッとタウンの主な機能について記述する。

### 仮想生活
お部屋
自分専用の庭付き一戸建ての家（マイホーム）を持つことができ、自分の部屋には購入した家具などのお部屋アイテムを配置できる。毎月季節やイベントに合わせた期間限定アイテムが入荷し、トータルレイアウトを楽しめる。部屋にはアバターが表示され、歩き回ることができる。Flash版で飼っていたニコペットも室内に表示される。部屋の数は、Cコインでは2部屋に、Pコインでは最大10部屋に増築できる。
きせかえアイテムの多くが有料アイテムであるのに対し、お部屋アイテムのほとんどは、無料アイテムであることが特徴。座ることができるイス、動く家電などの高機能な家具は有料アイテムとなっている。
マイホーム島
自分の家が建っている島。庭では草花や作物を育てることができる。家の外観を変更したり、柵やテーブルなどのお庭アイテムを飾ることもできる。
きせかえ
キャラクター（アバター）のコーディネートを変える。服（インナー・ボトムス・上下セット服など）のほか、アクセサリー、帽子、靴下、靴、持ち物、ヘアスタイル、フェイスメイク、肌色、アバターの背景などを変えることができ、組み合わせによって多様なコーディネートが可能。着替えると1日1回10Cコインをもらえる。
タウン
中央イベント広場を中心に、10余りの広場で構成される。かつて、タウンに出られるのは、安全性の考慮やスローライフの理念から、10時から24時の間に限られていたが、現在はいつでも可能。
中央イベント広場
毎月のテーマに合わせて改装が行われ、イベントのメイン会場となる。イベント専用の特設会場が新たに設けられる場合は、その特設会場へワープできる門などが設置される。以前は初心者広場という名称だった。
第2イベント広場
新しいイベントが始まり中央イベント広場が改装されると、1つ前のイベント会場がここへ移される時期があった。近年ではメインイベントに連動してサブ的な要素を受け持つ広場となっている。イベントによっては、同じテーマに合わせて中央イベント広場とともに外観が一新されることもある。以前はLEC広場という名称だったが、LECがスポンサーを撤退したため、第2イベント広場へと変更された。

### 育成
ガーデン
自分の家の庭で花を育てる。育成ゲーム的な疲れが出ないように設計されており、種をまけば、世話をしなくてもゆっくり自然に育つ。「水やり」や「肥料」で世話をし、早く成長させたり、美しさのレベルを上げたりすることもできる。育てた花は鉢植えに合成して部屋に飾ることも可能。
花はまれに特殊進化して、巨大化（通称：メガ化）する。他のユーザーから水やりを受けた花はメガ化の可能性が高まるため、水やりは後述のステキボタンと並んで、ユーザー間で手軽に行える人気のコミュニケーションのひとつとなっている。無料のタネは31種類、有料のタネは30種類（期間限定アイテム含む。2021年9月13日現在）。
ニコみせ
ペンギン便で購入した食材を組み合わせて料理を作ることができる。ペンギン便は食材によって配達時間が異なり、Cコインを使った「ペンギン便EXPRESS」やPコインを使った「すぐ配達する機能」で配達時間を早くすることができる。ペンギン便の作物はまれに特殊進化して巨大化（メガ化）する。ニコみせでは、ユーザーがお互いの店を訪問し、店に出された料理を食べることで、交流することができる。ニコみせの職業として、洋食屋、和食屋、中華屋、パン屋、洋菓子屋、甘味処があり、それぞれ使用する作物・食材が異なり、レベルが上がると新しいレシピを覚える。料理は通常作物用と巨大作物（メガ作物）用の2種類が存在する。内装アイテムをニコみせショップで購入し、店内を飾り付けることができる。期間限定で作れる料理や、イベント限定で入手できる装飾材料もある。

### 交流
日記
本文は3,000文字まで。添付できる画像は、現在のキャラクター（アバター）の画像、撮影しアルバムに保存したタウンやお部屋の画像、最新のニコッとタウンでの活動の記録のみ。
多くのブログサイトで定番となっている、画像や動画のアップロードおよび貼り付け機能は、若年層ユーザーの安全面への配慮・著作権保護等の観点から備わっていない。また、文章に他のページへのリンクを貼ることはできない。
1記事につき受けられるコメントは100件まで。公開範囲は、記事ごとに、全体に公開（ニコッとタウン内限定公開／外部まで公開）、友達まで公開、非公開のいずれかに設定できる。日記を書くと1日に1回３00Cコインをもらえる。
ステキ
他のユーザーのアバターのコーディネートやお部屋に好感をもったり、日記の内容などに共感したりした際に、相手に拍手を送るように「ステキ」ボタンを押すことができる。1クリックで手軽に行えるコミュニケーション･ツール。ユーザーの間ではこのボタンを押すことを、ステキボタン・プッシュの頭文字を取って、通称「ステプ」と呼んでいる。
タウンでは効果音とエフェクトによって誰かにステキボタンを押してもらったことが本人にわかる仕組みになっており（押した相手の特定は不可能）、ユーザーの間ではその際チャットで簡単なお礼を言う習慣がある。ステキボタンを押されると1回2Cコインもらえる。
サークル
同じ趣味、同じ価値観を持つ人を探して集まり、コミュニケーションする。
そのジャンルは年代別、音楽、読書などの属性や趣味をテーマにしたもの、雑談、アイテム交換、ガーデンの水やりなどニコッとタウン内での交流をテーマにしたものなど多岐に渡る。サークルのカテゴリは、一般カテゴリとニコッとタウンカテゴリをあわせて51種類。
アルバム広場
部屋のレイアウトや庭を撮影した画像（スクリーンショット）を投稿し、他のユーザーに見てもらうことができる。コメントをしたり、ステキボタンを押すことで交流できる。2012年5月に追加された機能。
アバターコーデ広場
自分のアバターのコーディネート（コーデ）を広場に投稿して、皆に見てもらったり、感想を付け合ったりして、交流できる広場。投稿すると、1日1回200Cコインがもらえ、他の人のコーデで「ステキコーデ♪」をクリックすると、1回10Cコインがもらえる。2013年4月に追加された機能。
フリマ広場
自分が持っているアイテムを、広場に出品・応募することで、欲しいアイテムと交換することができる広場。一回の出品で、最大５アイテムまで応募できる。フリマが成立すると、成立手数料（500Cコインまたは10Pコイン）が発生する。何度でも、誰とでもアイテムを交換できるが、新しく購入したアイテムは、30日間再度交換することができない。

### ゲーム
ニコリーあつめ
ヒツジ学園・自然広場・神社広場・ニコット山のどこかに、「？」マークがいくつか現れる。そのどれかをクリックし、「保護する」をクリックすると、昆虫妖精のニコリーを捕獲するミニゲームが始まる。「！」が表示されたタイミングでクリックすると、フェアリーカゴで捕まえることができる（ヒツジ学園だと捕獲に100%成功するが、ノーマルしか出現しない。それ以外で無料カゴを使用すると、レアが出現するが、捕獲に失敗することがある）。ニコリーを捕まえると、キラキラとニコリーの妖精石が貰える(ヒツジ学園以外の方が、貰える数が多い）。

### ショップ
無料ショップ
Cコインを利用して購入できるお店。
プレミアムショップ
Pコインを利用して購入できるお店。きせかえショップ、色・黒ニコガチャ、ガーデンショップなどがある。
ニコット交換所
ニコリーあつめで取得したキラキラを利用して購入できる店。

### ニコっとプラス
ニコット広告
紹介されているショップやＷＥＢサイトを利用すると、CコインやPコインがプレゼントされる。
4択クイズ、CMくじ、じゃんけんといったゲームもある。
ニコット広告ゲーム
広告付きゲームでスタンプをためて、Pコインと交換することができる。
三字熟語クイズ、英単語ゲーム、計算ゲーム、国旗クイズ、日本の歴史クイズ、クロスワードゲーム、詰将棋、ナンプレ、ことわざクイズ、ライブラリー、えらベーター、10シュート、難読漢字クイズ、記憶ゲーム、都道府県クイズ、バランスクイズ、アンケートもある。

## 運営
2008年2月に設立当初はスクウェア・エニックス・ホールディングスのグループ会社だった株式会社スマイルラボが開発･運営している。サービスリリース当初はスクウェア・エニックスとインターネットプロバイダであるニフティの提携協力体制のもと開始され、ニフティタウンの提供や当時ニフティの親会社だった富士通をスポンサーとするイベント等も行われた。その後提携協力体制の解消等を経て、2019年7月、スマイルラボはFiNC Technologiesの100%子会社として設立された新スマイルラボ社に譲渡されリスタートしている。

## 安全対策
- 対象年齢として、18歳以上を推奨している[3]。
- タウンの利用可能時間を、10時～24時としていた時期がある。理由は、トラブルが発生し通報があった際に社員が即時対応できるため。また、ゆったり、スローライフというコンセプトから、深夜まで遊んでゲーム疲れしないように配慮するため[3]。現在は24時間利用可能。
- 電話番号、メールアドレス、パスワード等の個人情報を他人に教えないよう、事務局ブログやタウン内の掲示などで注意喚起している[3][55]。

## 過去アイテムの検索について
公式で過去にリリースしたアイテムを検索する機能は提供していないが、以下の個人が運営するファンページを利用することで、検索をすることができる。
ニコッとタウン アイテムデータベース　-　2016年06月01日以前の着せ替えアイテムをまとめています。
あんなニコタもあったねと。　-　2016年06月01日以降の着せ替えアイテムをまとめています。